# 北溪天然气管道
北溪天然气管道是一个离岸天然气管道项目，包含1号、2号两条平行管道，从俄罗斯维堡起步，穿越波羅的海一直到德国格赖夫斯瓦尔德，由北溪股份有限公司负责营运。
北溪1号管道于2011年5月铺设完毕，并于同年11月8日正式投入使用。2022年7月27日，由於北溪-1天然气管道一压气站的一台涡轮机将停止运行，北溪-1管道供气量将減少一半。
北溪2号項目已于2021年9月6日建设完毕，并于同年的10月5日起開始測試送氣。2022年2月22日，在美国的压力下，德國政府宣布中止北溪2號輸氣管道的啟用審核程序。
德国能源供应中，严重依赖从俄罗斯进口的天然气。2017年德国从俄罗斯进口了530亿立方米天然气，占德国天然气消费总量的40%。然而，在2021年新聯合政府的白皮書中，德國政府重申2040完全停用天然氣的目標不變。

## 概況
北溪2号管道总长度约1,222（759英里），超过了1,166（725英里）的兰格勒德管线，因此成为世界最长的海底管道。该设计输气能力为550亿立方米/年。整个管道连接圣彼得堡附近的乌斯季卢加和德国东北部的格赖夫斯瓦尔德。该线路则穿越波罗的海，大部分路段都是沿用于2011年投入使用的北溪1号线的走向。
俄罗斯天然气工业股份公司（Gazprom），是北溪2号股份公司的俄方持股者，负责執行此耗资95亿欧元的計畫，并且承担一半的费用(47.5億歐元)。余下的50%股份由5家歐洲国家的公司出资，其分别是法國ENGIE、奧地利OMV、荷兰SHELL、德國Uniper和Wintershall。

## 各方態度
由于地缘政治的原因，美国与部分东欧国家强烈反对北溪2号的修建。2019年1月，美国驻德国大使理查德·格雷内尔發给幾家德国企业一封信，美国认为如果北溪2号和土耳其溪两条天然气管道投入运营，将使得欧洲不必通過乌克兰进口天然气，那么乌克兰的安全政治地位将会逐渐下降，俄罗斯介入并干预乌克兰冲突的危险就会上升；此外，欧盟也会因此产生对俄罗斯能源的依赖性。
德国国内对通过波罗的海连接德国和俄罗斯的天然气管道的批评也有不同的意见，有观点认为无论是俄罗斯还是美国都企图使用天然气作为「政治武器」，而认为北溪2号项目「对环境有害，在经济上没有必要，而且在财务上无利可图」。

### 美國的態度

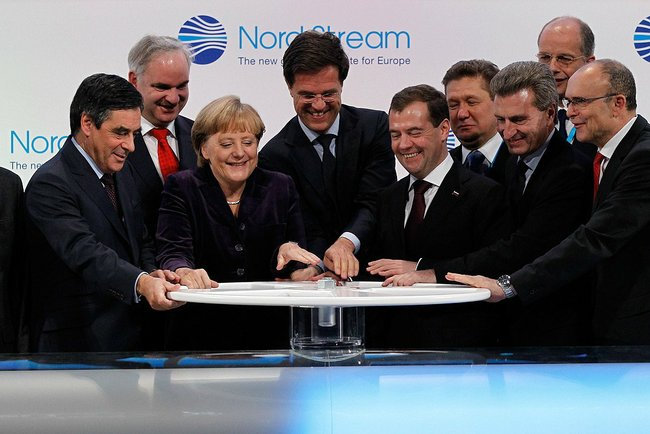
2011年11月8日，北溪天然氣管道落成啟用典禮上，由德國總理安格拉·默克爾、俄羅斯聯邦總統德米特里·梅德韋傑夫、荷蘭首相馬克·呂特及法國總理法蘭索瓦·菲永揭幕。

俄罗斯為打消烏克蘭的顧慮，与欧盟和乌克兰三方在布鲁塞尔举行天然气问题谈判。三方于2019年12月19日晚间达成一致并签署协议。根据协议，俄罗斯将恢复向乌克兰输送天然气。但在次日，美国总统特朗普宣布签署并通过《2020年国防授权法案》，法案内容包括对北溪2号实施制裁，瑞士Allseas公司受此影响，宣布北溪-2項目停工。德国政府谴责美国政府干涉北溪2号的措施，敦促美国不要干预欧洲的能源政策。
2019年12月12日，德國外交部部長海科·馬斯在推特發文“欧洲的能源政策是由欧洲决定，不是美国。德国拒绝任何外部干预和區域外制裁”。
2020年7月21日，因美国众议院通过《2021年国防授权法案》，根據該新法案，“北溪-2”項目將被制裁。同月23日，該法案又在美國參議院通過。
2020年12月，海科·馬斯接受德新社採訪時表示，在與美国方面有关北溪二号项目的争议以及德国军费开支比例等问题上，德国都不会改变立场，“如果我们所理解的主权只意味着未来我们只做华盛顿希望的事情，则我们大可不必奢谈欧洲主权”。2020年12月11日，北溪-2項目恢復施工。
2021年12月12日，德國外交部長安娜琳娜·貝伯克接受德國電視二台專訪時表示，前總理默克爾卸任前已經與美國政府達成原則性協議，一旦俄羅斯的舉動導致烏克蘭局勢進一步升級，德國不會允許北溪二號輸氣管投入營運。

## 历史
尽管美国政府要求制裁，但北溪二号项目德国段于2020年12月29日已宣布如期完工，並開始申請使用執照。
2021年7月21日，美国国务院宣布与德国政府就北溪-2达成协议，并结束双方在該項目上的争端。但烏克蘭和波蘭对此表示强烈反对。同年9月6日，北溪2號管道完成鋪設。10月5日，北溪-2開始注氣。
2021年11月16日，德国能源监管机构暂停批准“北溪2号”管道的许可证。12月12日，德国外交部长安娜琳娜·貝伯克表示，北溪二号天然气管道无法获得认证，原因是它不符合欧盟能源法规。
2022年2月22日，德國總理蕭茲表示，因為俄羅斯宣布承認烏克蘭東部的盧甘斯克州及頓巴斯為獨立國家，導致俄烏危機急劇惡化，他決定中止北溪2號的啟用認證程序。烏克蘭外交部長德米特里·库列巴對此表達支持，認為此事於情於理都是反應現實情況的正確決定。
美國當地時間2022年2月23日，在俄羅斯入侵烏克蘭後，美国总统拜登宣布，对北溪-2运营公司Nord Stream 2 AG及其高管实施新一輪制裁。
2022年4月4日，德国前外交部长、时任德國總統的法蘭-禾特·施泰因邁爾在總統府會見媒体時表示，他對於自己及所屬的德國社會民主黨一直堅持建造北溪2號天然氣管道感到後悔，他稱在2014年克里米亞危機發生後便不應引入更多俄羅斯天然氣，但他和其他人卻繼續堅持搭建這座連俄羅斯都不再相信的橋樑，而我們的夥伴已警告不要這樣做，可是我們在殘酷的戰爭爆發前仍在堅持這座橋樑，現在必須誠實地反思我們的錯誤。施泰因邁爾回顧自己擔任外交部長時稱，儘管俄羅斯總統普京的極端化在這時已日趨明顯，但他仍想通過外交努力將俄羅斯納入歐洲共同安全架構並共建歐洲大家庭，很遺憾這個做法顯然是失敗了。施泰因邁爾又稱自己原本不相信俄羅斯總統普京會為了其帝國主義的狂熱，而去徹底毀滅俄羅斯的經濟、政治及道德基礎，但顯然是他和很多人一樣判斷錯了。
2022年6月16日起，北溪-1供气量降至每日不超过6700万立方米。
2022年8月31日，俄羅斯以維修為由停止通過北溪天然气管道向德國供氣，為期三天。9月2日，俄罗斯天然气工业股份公司称，由于多处设备故障致涡轮机无法正常运行，而故障的涡轮机受歐盟新一輪制裁影響，無法運回德國維修，北溪-1将完全無限期停止供气，直至故障排除。欧盟委员会主席的首席发言人埃里克·马默批评该理由不实。
2022年9月底，北溪管道位於丹麥與瑞典之間的波羅的海海域部分出現天然氣洩漏狀況。
2023年3月27日，俄罗斯就调查“北溪”管道爆炸事件提交的决议草案在安理会付诸表决。在15个理事国当中，仅有俄罗斯、中国和巴西投出赞成票，草案因此未能获得通过。 